# Австрійська митрополія
Австрійська митрополія (грец. Μητρόπολη Αυστρίας, нім. Griechisch-orthodoxe Metropolis von Austria) — єпархія Константинопольського патріархату з центром у місті Відні. Охоплює територію Австрії, а також включає парафії Угорського екзархату на території Угорщини.
Митрополію очолює Арсеній (Кардамакіс), митрополит Австрійський, екзарх Угорщини і Центральної Європи.

## Історія
Перші православні церкви в Австрії були побудовані грецькими торговцями, які в XVII столітті організували парафію у Відні. З 1776 року указом імператора греки отримали право вільно сповідувати православну віру, хоча це не урівнювало їх із правами римо-католиків.
З 1924 року всі грецькі парафії на території Австрії, Угорщини та Італії увійшли в юрисдикцію Константинопольського Патріархату.
22 жовтня 1963 року була заснована Австрійська митрополія, але тільки в 1994 році вона отримала реєстрацію від австрійського уряду.
У 1991 році парафії на території Італії були виділені зі складу Австрійської митрополії і перетворено на самостійну Італійську митрополію.
У листопаді 2014 року за сприяння фонду «Pro Oriente» у власність грецької митрополії було передано один із католицьких храмів у місті Леобен і ділянку землі в Бургенланді для створення першого грецького православного монастиря в Центральній Європі. 7 березня 2018 року папа Римський Франциск пожертвував 100 тисяч євро на створення грецького православного монастиря в Санкт-Андре-ам-Циккзає.

## Сучасний стан
Австрійська митрополія наразі має 1 монастир і 13 парафій в Австрії, 4 із яких знаходяться у Відні. В Угорщині знаходиться 8 парафій і одна чернеча громада.
В грудні 2024 року стало відомо про створення в межах митрополії окремого Архієрейського округу для українців, до якого увійшли 7 україномовних парафій: 6 — в Австрії, 1 — в Угорщині. Відповідальним за округ став вікарій Австрійської митрополії єпископ Арістійський Максим (Рудько).
При єпархії діє військове капеланство, відділ пастирської підтримки ув’язнених, медичний відділ.

## Єпископи
Вікаріат Фіатирської архієпископії
- Хризостом (Цітер) (6 листопада 1955 — 22 жовтня 1963)

Австрійська митрополія
- Хризостом (Цітер) (22 жовтня 1963 — 5 листопада 1991)
- Михаїл (Стаїкос) (5 листопада 1991 — 18 жовтня 2011[8])
- Арсеній (Кардамакіс) (з 30 листопада 2011[9])
- Максим (Рудько) (з 10 листопада 2024[10])